# Дејтон (Невада)
Дејтон (енгл. Dayton) насељено је место без административног статуса у америчкој савезној држави Невада.

## Демографија
По попису из 2010. године број становника је 8.964, што је 3.057 (51,8%) становника више него 2000. године.
| Група             | 2000.         | 2010.         |
| Белци             | 5.172 (87,6%) | 7.031 (78,4%) |
| Афроамериканци    | 21 (0,4%)     | 52 (0,6%)     |
| Азијати           | 61 (1,0%)     | 123 (1,4%)    |
| Хиспаноамериканци | 520 (8,8%)    | 1.444 (16,1%) |
| Укупно            | 5.907         | 8.964         |